# Al-Bad
Al-Bad – niewielka miejscowość w północno-zachodniej Arabii Saudyjskiej w prowincji Tabuk. Zlokalizowana jest w kotlinie położonej w wyżynnym terenie (218 m n.p.m.), ok. 25 km na wschód od wschodniego wybrzeża Zatoki Akaba będącej częścią Morza Czerwonego. Na zachód od miejscowości znajdują się dziewicze rafy koralowe, a na północny wschód od niej znajduje się szczyt Dżabal al-Lauz.